# Doraemon: Nobita to 3-tsu no seireiseki
Doraemon: Nobita to 3-tsu no seireiseki (ドラえもん のび太と3つの精霊石?, Doraemon - Nobita to 3-tsu no seireiseki) è un videogioco d'azione pubblicato esclusivamente in Giappone dalla Epoch per Nintendo 64 nel 1997. È ispirato al celebre manga Doraemon di Fujiko F. Fujio. Il gioco ha generato due sequel: Doraemon 2: Nobita to hikari no shinden e Doraemon 3: Nobita no machi SOS!, entrambi per Nintendo 64 ed entrambi usciti solo in Giappone.